# Adrián Vázquez
Adrián Vázquez Hernández (ur. 9 stycznia 2000 w Ciudad Victoria) – meksykański piłkarz występujący na pozycji prawego obrońcy, od 2024 roku zawodnik Alebrijes.